# Ada (Topčić Polje)
Ada je riječni otok na rijeci Bosni. Nalazi se u općini Zenici,  uzvodno od Topčić Polja, blizu naselja Oglavka. Nekoliko se povremenih potoka ulijeva uzvodno i nizvodno. Uzvodno se ulijeva Bistrica, a nizvodno Starinski potok. U blizini Ade je most.